# 25955 Radway
25955 Radway è un asteroide della fascia principale. Scoperto nel 2001, presenta un'orbita caratterizzata da un semiasse maggiore pari a 2,6747276 UA e da un'eccentricità di 0,0726654, inclinata di 3,97079° rispetto all'eclittica.